# Flavio Martini
Flavio Martini (né le 13 janvier 1945 à Galliera Veneta en Vénétie) est un coureur cycliste italien. Actif durant les années 1960 et 1970, il est médaillé de bronze du championnat du monde du contre-la-montre par équipes en 1967 et 1968. Il participe aux Jeux olympiques de Mexico en 1968 et se classe 31e de la course sur route. Il est ensuite professionnel en 1969 et 1970.

## Palmarès
- 1967
  -  Médaillé de bronze du championnat du monde du contre-la-montre par équipes
- 1968
  - Trofeo Alcide Degasperi
  - Trophée Matteotti amateurs
  - Gran Premio San Gottardo
  -  Médaillé de bronze du championnat du monde du contre-la-montre par équipes
  - 6e du championnat du monde sur route amateurs
- 1970
  - Giro del Belvedere
- 1974
  - Giro del Belvedere
  - Vicence-Bionde
- 1975
  - 2e de La Popolarissima
- 1977
  - Circuito di Sant'Urbano
  - 3e de La Popolarissima
- 1978
  - 2e du Grand Prix de Poggiana

### Résultats sur le Tour d'Italie
- 1969 : abandon
- 1970 : abandon